# Loving megye
Loving megye az Amerikai Egyesült Államokban, azon belül Texas államban található. Megyeszékhelye és legnagyobb városa Mentone. Lakosainak száma 64 fő (2020. április 1.). A 2020-as népszámlálás szerint 64 lakosával ez az Egyesült Államok legkevésbé népes, állandó lakosságú megyéje. Loving megye Winkler, Ward, Reeves, Eddy és Lea megyékkel határos.

## Népesség
A megye népességének változása:
| Lakosok száma | 83   | 95   | 78   | 95   | 112  | 64   |
|               | 2010 | 2011 | 2012 | 2013 | 2015 | 2020 |